# Ditmar Koel (Bürgermeister)

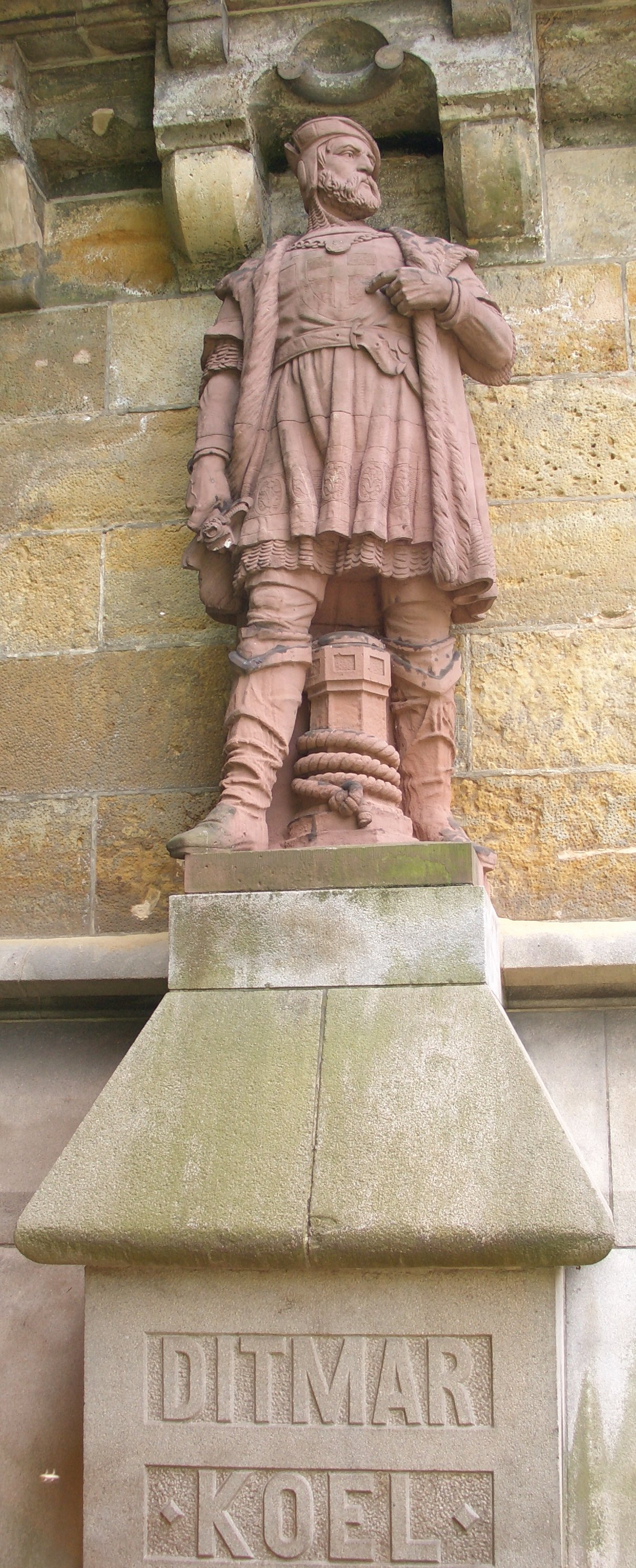
Standbild von Koel an der Kersten-Miles-Brücke über die Helgoländer Allee in Hamburg

Ditmar Koel, auch Ditmar Kohl (* um 1500; † 22. September 1563 in Hamburg), in manchen alten Dokumenten auch Dithmar Koel geschrieben, war ein Kapitän, erfolgreicher Seeräuberjäger und Bürgermeister von Hamburg.

## Leben
Im Jahr 1525 kommandierte er einen von vier Zweimastern in der Flotte des Admirals Simon Parseval. Am 7. Oktober des Jahres kam es auf der Osterems vor Greetsiel zum Seegefecht mit der Flotte des Piraten Claus Kniphoff, dabei gelang es Koel, das Schiff des Piraten  – die Gallion – nach 8 Stunden Kampf zu entern. Er brachte den Piraten und viel Beute nach Hamburg und wurde 1527 zum Rathsherrn gewählt.
Koel war ein Förderer der Reformation und hatte großen Anteil an deren Durchsetzung in der Hansestadt.
1536 war er Admiral einer Flotte und konnte den Übergang des Pfalzgrafen Friedrich von Hadeln über die Unterelbe zu einem Raubzug nach Holstein verhindern. Von 1542 bis 1548 war Koel Amtmann des Beiderstädtischen Amtes Bergedorf., wo er die Abfassung einer neuen Kirchenordnung veranlasste. Im Jahr 1548 wurde er zum Bürgermeister von Hamburg gewählt und 1559 leitete er die Verteidigung der Elbinsel Moorburg gegen die Angriffe des Herzogs Otto von Lüneburg-Harburg.
1562 reiste er mit 2 seiner Ratskollegen in diplomatischer Mission nach Kopenhagen, um dort einen Streit mit dem dänischen König zu beenden. Er war erfolgreich und kehrte nach Hamburg zurück, wo er am 22. September 1563 starb.

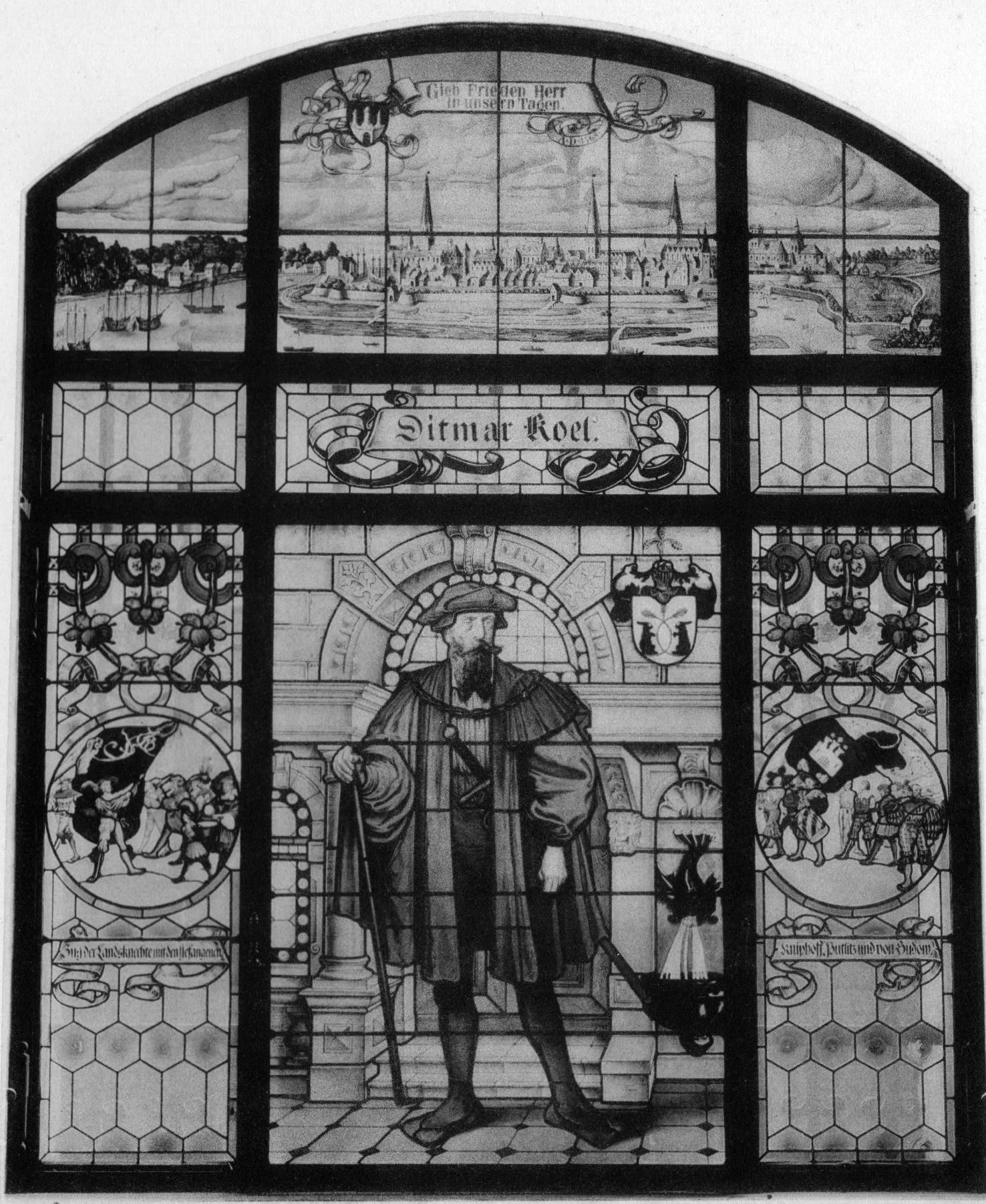
Ehemaliges Fensterbild im Ratsweinkeller des Hamburger Rathauses

## Koels Namen tragen
Straßen
- Nach Ditmar Koel ist die Ditmar-Koel-Straße im Portugiesenviertel des hafennahen südlichen Teils des Hamburger Stadtteils Neustadt benannt.
- Eine weitere Ditmar-Koel-Straße existiert in Cuxhaven.

Schiffe
- 1935 ein auf der Stülckenwerft in Hamburg erbautes Lotsenstationsschiff, nach Minentreffer am 12. Februar 1945 vor Swinemünde gesunken.
- 1955 ein angekaufter Frachtdampfer der hanseatischen Reederei Emil Offen, der als CAPE WRATH 1946 in Kanada erbaut und 1963 in Hongkong abgebrochen wurde.
- 1958 ein auf der Meyer-Werft in Papenburg erbautes Lotsenstationsschiff, das 1963 in Kommodore Rolin umbenannt und 2006 in Elsfleth abgebrochen wurde.